# Mötesprotokoll
Ett protokoll är ett dokument som beskriver ett genomfört sammanträde. Protokollet skrivs av en protokollförare eller en mötessekreterare. Protokollet undertecknas i regel av protokollföraren/sekreteraren, mötesordföranden samt en eller flera justerare.
Protokollet måste vara justerat för att vara giltigt och juridiskt bindande.

## Protokollstyper
Normalt skiljer man mellan fem olika typer av protokoll - fullständiga protokoll, referatprotokoll, diskussionsprotokoll, beslutsprotokoll och kombinationsprotokoll. 
Ett fullständigt protokoll, med ordagranna redogörelser för varje del av mötet, kan i undantagsfall förekomma vid t.ex. större kongresser. 
Ett referatprotokoll innehåller protokollförarens/sekreterarens korta referat av vad som sagts under mötet, och kan med fördel kompletteras med möteshandlingar som använts under mötet. 
Ett diskussionsprotokoll innehåller det som protokollföraren/sekreteraren fångat av diskussionerna och den mötesanda som han/hon upplevt. Dessa protokoll är ofta mer personliga till stilen och har en lättsammare ton än t.ex. referatprotokoll. 
Ett beslutsprotokoll innehåller normalt bara yrkande och beslut samt eventuella reservationer och protokollsanteckningar. 
Ett kombinationsprotokoll är utformat som ett beslutsprotokoll, men med den skillnaden att större och tyngre frågor ges en fylligare dokumentation, t.ex. avseende riskbedömningar, ekonomiska överväganden eller etiska diskussioner kopplade till ett ärende.

## Exempel
Fullständigt protokoll:
- http://www.socialdemokraterna.se/upload/Kongresser/Mellankongress04/Final_vers_1_soc_proto.pdf

Enkelt beslutsprotokoll:
- https://upload.wikimedia.org/wikipedia/commons/1/11/Exempel_p%C3%A5_beslutsprotokoll.jpg

Enkelt diskussionsprotokoll:
- https://upload.wikimedia.org/wikipedia/commons/0/0e/Exempel_p%C3%A5_diskussionsprotokoll.jpg